# Distretto di Meixian
Meixian (梅縣T, 梅县S, méi xiànP), è un distretto della città di Meizhou, a nord-est della provincia del Guangdong, Cina.

## Geografia antropica

### Suddivisioni amministrative
Mexian è suddivisa in un sotto-distretto e 18 città.
Sotto-distretto
- Xincheng (新城街道)

Città
- Chendong (城东镇)
- Shisan (石扇镇)
- Meixi (梅西镇)
- Daping (大坪镇)
- Shikeng (石坑镇)
- Shuiche (水车镇)
- Meinan (梅南镇)
- Bincun (丙村镇)
- Baidu (白渡镇）
- Songyuan (松源镇)
- Longwen (隆文镇)
- Taoyao (桃尧镇)
- Shejiang (畲江镇)
- Yanyang (雁洋镇)
- Songkou (松口镇)
- Nankou (南口镇)
- Chengjiang (程江镇)
- Fuda (扶大镇)

## Cultura
Con una maggioranza di popolazione Hakka, Meixian, insieme a Dabu, è conosciuta come il luogo di origine degli Hakka.